# Münchener Kommentar zum Strafgesetzbuch

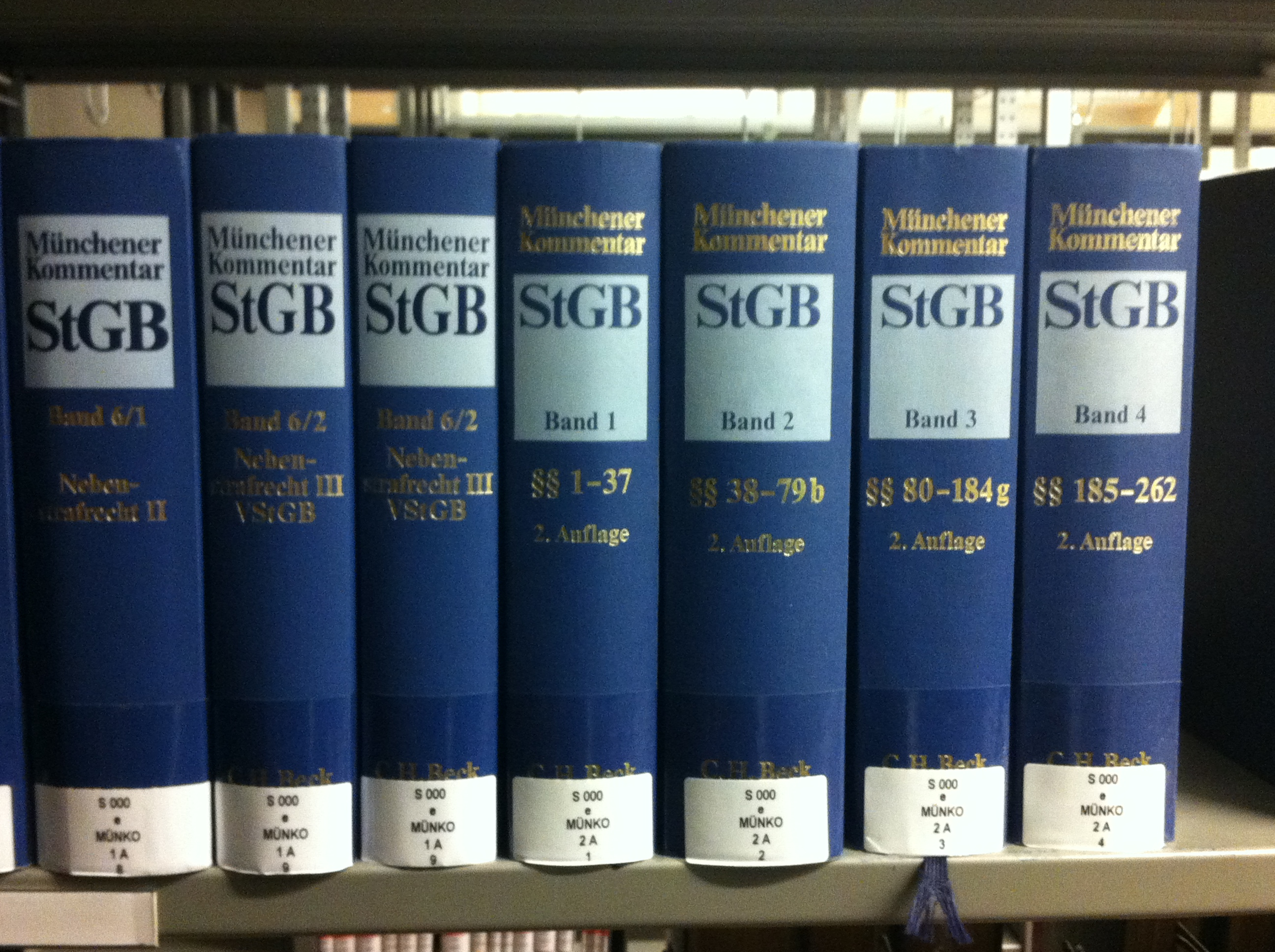
Bände des Münchener Kommentars zum StGB

Der Münchener Kommentar zum Strafgesetzbuch (bei Zitationen als MK, MüKo oder MünchKomm abgekürzt) ist ein Gesetzeskommentar zum deutschen Strafgesetzbuch aus dem Münchener Verlag C. H. Beck (Reihe Münchener Kommentar).
Die erste Auflage erschien in sechs Bänden (acht Bücher) in den Jahren 2003 bis 2009 unter der Herausgeberschaft von Wolfgang Joecks und Klaus Miebach. Bis 2026 erscheint voraussichtlich die 5. Auflage des Gesamtwerkes in zehn Bänden.

## Bände
- Band 1: §§ 1–37 StGB, 5. Auflage, München 2024 (Bandredakteur: Bernd von Heintschel-Heinegg)
- Band 2: §§ 38–79b StGB, 4. Auflage, München 2020 (Bandredakteur: Bernd von Heintschel-Heinegg)
- Band 3: §§ 80–184j StGB, 4. Auflage, München 2021 (Bandredakteur: Jürgen Schäfer)
- Band 4: §§ 185–262 StGB, 4. Auflage, München 2021 (Bandredakteur: Günther M. Sander)
- Band 5: §§ 263–297 StGB, 4. Auflage, München 2022 (Bandredakteur: Roland Hefendehl)
- Band 6: §§ 298–358 StGB, 4. Auflage, München 2022 (Bandredakteur: Olaf Hohmann)
- Band 7, JGG (Auszug), Nebenstrafrecht I: Strafvorschriften aus: AMG, AntiDopG, BtMG, BtMVV, GÜG, TPG, TFG, GenTG, TierSchG, BNatSchG, VereinsG, VersammlungsG, 4. Auflage, München 2022 (Bandredakteur: Marco Mansdörfer)
- Band 8, Nebenstrafrecht II: Strafvorschriften aus: MarkenG, UrhG, UWG, AO, SchwarzArbG, AÜG, BetrVG, AktG, AWG, BauFordSiG, BörsG, DepotG, GenG, GewO, GmbHG, HGB, InsO, KWG, WpHG, TKG, TMG, 4. Auflage, München 2023 (Bandredakteur: Roland Schmitz)
- Band 9, Nebenstrafrecht III: Strafvorschriften aus: AufenthG, FreizügG, AsylVfG, StAG, WaffG, KrWaffG, SprengG, WStG, EGWstG, 4. Auflage, München 2022 (Bandredakteur: Christoph Safferling)